# Couvent des Franciscains de Limbourg
Le Couvent des Franciscains de Limbourg est une ancienne abbaye franciscaine à Limbourg-sur-la-Lahn, dans le land de Hesse et le diocèse de Limbourg.

## Histoire
Vers 1232, les franciscains s'installent à Limbourg et en 1252 ils occupent une église en bois. L'église est reconstruite au début du XIVe siècle grâce aux dons au monastère de riches citoyens du Limbourg. Lors des mouvements de réforme de l'ordre franciscain au XVe siècle, les franciscains limbourgeois rejoignent les Observants plus stricts et, en 1485, transfèrent l'intégralité de leurs biens à l'archevêque de Trèves Jean II de Bade en 1458. La Réforme protestante conduit à la fermeture du monastère entre 1577 et 1582. Au 17e siècle, le couvent connaît un essor important, ce qui le conduit à acquérir les jardins et les maisons environnantes du côté sud du Roßmarkt et le long des murs de la ville. À partir de 1625, le couvent du Limbourg appartenait à la province franciscaine de Saxe renouvelée et en 1635, il vient à la nouvelle province franciscaine de Thuringe ; le noviciat appartient au couvent qui dirige une école latine, une brasserie (1713) et une draperie et teinturerie (1713).
Le monastère franciscain ferme en 1813 dans le cadre de la sécularisation. L'église est prise en charge par l'État et déclarée église de ville en 1820. À partir de 1794, des parties du monastère abritent le tribunal électoral de Trèves, qui avait fui les Français de Coblence. Entre 1809 et 1822, il sert de recette officielle avec résidence officielle pour le bailli ducal jusqu'au déménagement à Erbach. Entre 1816 et 1830, l'aile est et sud-est du couvent dissous abrite l'atelier monétaire de Nassau avec un appartement pour le maître de la Monnaie. Depuis 1827, le diocèse de Limbourg, fondé cette année-là, utilise l'ensemble du bâtiment comme résidence de l'évêque et de l'administration diocésaine.

## Architecture
En 1742, l'église est reconstruite dans le style baroque. Devant la façade ouest de l'église et du monastère se trouvait une cour fortifiée dans laquelle se trouvaient le cimetière et, à partir de 1670 environ jusqu'à la construction de l'auditorium (1744-1745), le lycée. La pièce maîtresse du complexe de bâtiments, construit sous sa forme actuelle entre 1737 et 1743, est l'ancien cloître médiéval au sud de l'église. Une longue aile allongée au sud et une extension en angle à l'est sont créées à la suite d'une transformation complète des bâtiments précédents. Les ailes sont chacune à trois étages avec des axes de fenêtres pairs et de hauts toits mansardés ou à pignon, seules les parties nord et ouest sont à deux étages. La façade donnant sur la Bischofsplatz présente sept axes de fenêtres avec de simples cadres en pierre de taille et un toit en mansarde avec des fenêtres. La clé de voûte diamantée du portail porte l'année 1738. Les bâtiments de l'époque baroque furent exécutés dans des formes très simples, les formes décoratives et les salles représentatives furent largement évitées. Les voûtes gothiques du cloître sont remplacées par des voûtes en berceau baroques. Au rez-de-chaussée de l'angle sud-ouest de la place du cloître, deux profondes voûtes d'ogives gothiques furent enlevés, faisant probablement autrefois partie de l'ancienne brasserie médiévale du monastère. Au total, trois caves voûtées en berceau proviennent probablement également de l'ancien bâtiment. L'enceinte a existé jusqu'en 1808, date à laquelle elle fut démolie pour créer l'actuelle Bischofsplatz.
Outre les petits vestiges de la décoration intérieure aux couleurs vives de la phase de rénovation, des meubles médiévaux et baroques (coffres, placards, tableaux et sculptures) et l'escalier principal en marbre à trois volées à balustres obliques du XVIIIe siècle sont conservés dans les locaux. En 1930, quelques modifications sont apportées, au cours desquelles l'entrée de la cour est décorée d'un haut-relief de Georges à cheval, conçu par Arnold Hensler en 1932.